# カタルシス (SKY-HIのアルバム)
『カタルシス』は、2016年1月20日にavex traxから発売されたSKY-HIの2枚目のオリジナルアルバム。

## 概要
前作『TRICKSTER』から約1年10ヶ月ぶりとなるオリジナルアルバムである。CD、CD＋DVD(ライブ映像)、CD＋DVD(Music Video)の3形態で発売。
アルバムタイトルのカタルシスは、本来のカタルシスの意味に加え、ダブル・ミーニングで"死す"を"語る"という意味も込められている。生きること、死ぬことに改めて向き合い生きる意味を自分なりに感じてもらいという想いから付けられたタイトルとなっている。人生の中で少しでも自分の音楽を聴いてくれた人に責任を持ったものを作りたいという念も込めて制作されたアルバムである。
iTunesで配信限定シングルでリリースされた「Limo」と「Enter The Dungeon」はアルバム未収録となった。
ライブ映像盤には11月23日にZEPP NAGOYAで行われたSKY-HI LIVE TOUR 2015 〜Ride my Limo 2〜の映像を収録。
本作のリリースに伴い、ホールツアー「SKY-HI HALL TOUR 2016 ～Ms. Libertyを探せ～」を全国7ヶ所で開催。2016年3月13日に行われるTOKYO DOME CITY HALLでのツアーファイナルはニコニコ生放送で生中継で放送された。

## 内容
本作も前作『TRICKSTER』同様、全曲の作詞及び作曲にSKY-HIが携わっている。
本作は1枚を通して映画のような作品になることを意識し制作され、1曲目～13曲目までの歌詞が物語として続いている。アルバム全体の構想が制作前からあり、映画のように脚本がある中シーンごとに録るという制作方法が用いられた。音にこだわるとコンピレーション・アルバムのようになってしまうことを恐れ、自身の主張やメッセージを最初から最後まで通すことを重視した。制作後没となった曲は1曲もなかったと言う。このアルバムのライバルは映画や漫画といった娯楽だと述べている。
前作『TRICKSTER』制作後、早く次のアルバムを作りたいと意欲を見せており、リリース計画も早い段階であったが、歌詞力などの問題に痛感し、一度白紙化された。2枚目のシングル「スマイルドロップ」の完成まで半年以上煮詰まり制作が出来ず、プライベートでも壁にも直面し、実際に死にたいと当時感じるくらいだったという。それを経て3枚目のシングル「カミツレベルベット」の制作中、仮歌の作成の段階でカミツレベルベットのサビにも登場する"Everything's gonna be alright(全てうまくいく)"という肯定する言葉を無意識に口ずさみ、感情が浄化されたことでアルバムのプロットが生まれ、本作の制作に取り掛かった。「スマイルドロップ」から「カミツレベルベット」の間に自身が得たカタルシスをこのアルバムで表現したかったと語っている。
本作で自分が思うような評価や結果が得られなかった場合は今後CDとして作品をリリースすることを辞めようと考えていた事を後に振り返っている。

## チャート記録
iTunes総合ランキングでは5位、HIPHOPランキングでは1位を獲得。2016年2月1日付のオリコンアルバムチャートでは5位にランクインし、アルバムでは初のトップ10入りを果たした。

## 収録曲
1. フリージア 〜Prologue〜 [2:10]
  - 作詞：SKY-HI 作曲：SKY-HI, SHIMI
  - Track produced by SHIMI

このアルバムの物語のオープニングとして制作された。「愛の無い時代」と語り、この後5曲目の「LUCE」まで喪失や欠陥について歌われた楽曲が続く[8]。また、フリージア 〜Prologue〜の全ての歌詞の表現がこのアルバムの伏線になってるとも語っており、聴く人にこの曲での言葉を認識したまま12曲目の「アイリスライト」まで辿り着かせ、14曲目の「フリージア 〜Epilogue〜」まで到達させるストーリーを描いた[12]。
トラックはストリングスとなっており、LUCEを書き始めた際イントロはこのような構想があったという[5]。
2. Ms.Liberty [4:01]
  - 作詞・作曲：SKY-HI
  - Track produced by FIRE HORNS, DJ WATARAI

映像作家のSITE（Ghetto Hollywood）が監督を務めたPVも制作された。探偵に扮したSKY-HIがMs. Libertyに翻弄されるといった内容となっている[13]。
この曲についてSKY-HIは「追いかければ追いかけるほど遠のくかもしれないけど、でも『追いかけることにも高揚感があるよな』ってことを表現してる。」と述べている[12]。
3. スマイルドロップ '16 [4:13]
  - 作詞：SKY-HI 作曲：SKY-HI, UTA
  - Track produced by UTA

2枚目のシングル。アルバムバージョンとして収録。
4. Count Down [4:53]
  - 作詞：SKY-HI 作曲：SKY-HI, BROKEN HAZE
  - Track produced by BROKEN HAZE

次曲の「LUCE」のメッセージをしっかり伝えるために必要だった曲と本人は述べており、「スマイルドロップ」から「LUCE」に繋げるとメッセージとして表現できないことを考慮した[12]。
5. LUCE [5:15]
  - 作詞：SKY-HI 作曲：SKY-HI, 夢幻SQUAD
  - Track produced by 夢幻SQUAD

3枚目のシングル「カミツレベルベット」のカップリング曲。喪失の究極の曲として5曲目に収録。
6. As A Sugar [3:09]
  - 作詞：SKY-HI 作曲：SKY-HI, KREVA
  - Track produced by KREVA

LUCEと同じ時期に完成した楽曲。KREVAによるトラック・プロデュース曲。『TRICKSTER』でもKREVAのビートにラップを乗せたく、実際に提供されたビートに歌詞を書いたが、手応えがなく見送りとなっていた[5]。アルバムに1本筋を通すため真ん中にフリージアのようなストリングスのリフを考えており、フリージアと同じリフでインタールードを入れようか考えていた時期にKREVAからSKY-HIに合うと思うトラックがあるから聴いて欲しいという連絡が来て、KREVAのトラックが自分のイメージしていたものと一致し採用され、制作された[5]。
カタルシスの第2幕のスタートと位置づけ、前曲のLUCEで喪失した人が行き着くのは怒りやフラストレーションだと考え、次曲のF-3までそれをテーマとした物語となる[12][8]。
7. F-3 [3:13]
  - 作詞：SKY-HI 作曲：SKY-HI, DJ WATARAI
  - Track produced by DJ WATARAI

4枚目のシングル「Seaside Bound」のカップリング曲。
8. Young,Gifted and Yellow [3:58]
  - 作詞：SKY-HI 作曲：SKY-HI, Mr.Drunk
  - Track produced by Mr.Drunk

タイトルはニーナ・シモンの「トゥー・ビー・ヤング・ギフティッド・アンド・ブラック」の引用。歌詞に出てくる"君"は5曲目の「LUCE」に出てくる"お前"であり、LUCEからの重い空気が抜けなくなったのでLUCEからつながる話のゴールにしたかったとも語っている[5]。
トラックはRHYMESTERのMummy-Dがプロデュース。1990年代の楽曲のようなトラックを要望したSKY-HIに応じて作られた。
次曲の「朝が来るまで」と「Seaside Bound」が喪失する以前の内容の歌詞となるため、過去と今を対比させるノスタルジーの曲としてこの位置に置かれた[8]。
9. 朝が来るまで [3:51]
  - 作詞：SKY-HI 作曲：SKY-HI, ist
  - Track produced by ist

ラブソング。『TRICKSTER』収録曲の「Blanket」の好評を受け、同じタイプの曲を制作した[5]。「スマイルドロップ(3曲目)以前の、笑顔の理由が足りなくなる前の、単純に幸せだった世界の曲と述べている[12]。ラップに対してまだアレルギーがある人向けのラップ・アプローチにも挑戦したという[12]。
次曲の「Seaside Bound」のミュージックビデオが生き死にを感じるものにしたため、その前にラブソングを置かないと親しみやすさが減少すると考え、9曲目に収録。
10. Seaside Bound [4:38]
  - 作詞：SKY-HI 作曲：SKY-HI, SONPUB
  - Track produced by SONPUB

4枚目のシングル。次曲が「アイリスライト」となっているが、アイリスライトの歌詞に登場する"君"の対象を一人の人物にしたいと、この曲をアイリスライトの前に置いた[5]。この曲の後半と共に、アルバム全体の時間軸が遡っていくとしている[12]。
11. アイリスライト[4:18]
  - 作詞・作曲：SKY-HI 編曲：Nao'ymt

5枚目のシングル。この曲から最後の「フリージア 〜Prologue〜」まで最もカタルシスを感じるシーンと語っている[5]。
12. カミツレベルベット [4:52]
  - 作詞・作曲：SKY-HI
  - Track produced by 蔦谷好位置

3枚目のシングル。この物語の結論という位置づけで12曲目に収録。
13. フリージア 〜Epilogue〜 [3:25]
  - 作詞：SKY-HI 作曲：SKY-HI, SHIMI
  - Track produced by SHIMI

物語のエンディングと位置づけられた。1曲目のフリージア 〜Prologue〜とトラックは同じで、最初と最後で物語がループするイメージで作られた。
フリージア 〜Prologue〜同様、歌詞に「愛の無い時代」と出てくるが、「いろんな曲を経た後の"愛の無い時代"は、そこに対して諦めるんじゃなくて、そんな時代だからこそ、自分の足で立って、愛を探して歩いていくっていうメッセージになっている。」と語っている[5]。

### 初回限定盤DVD
LIVE映像盤
SKY-HI LIVE TOUR 2015 〜Ride my Limo 2〜 at ZEPP NAGOYA
1. As a Sugar
2. Critical Point
3. 逆転ファンファーレ
4. 愛ブルーム（short）
5. スマイルドロップ
6. Blanket
7. WHIPLASH
8. Diary
9. Serial
10. サファリ・システム
11. Enter The Dungeon
12. Tyrant Island
13. F-3
14. Prelude　-RULE-
15. RULE
16. トリックスター
17. センテンス
18. Jack The Ripper
19. Limo
20. TOKYO SPOTLIGHT
21. VERY BERRY
22. Tumbler
23. Seaside Bound
24. アイリスライト
25. カミツレベルベット
26. 愛ブルーム
27. またね

Music Video盤
1. Ms.Liberty
2. スマイルドロップ
3. F-3
4. Seaside Bound
5. アイリスライト
6. カミツレベルベット
7. Limo (Bonus Music Video)